# Ein Hatzeva

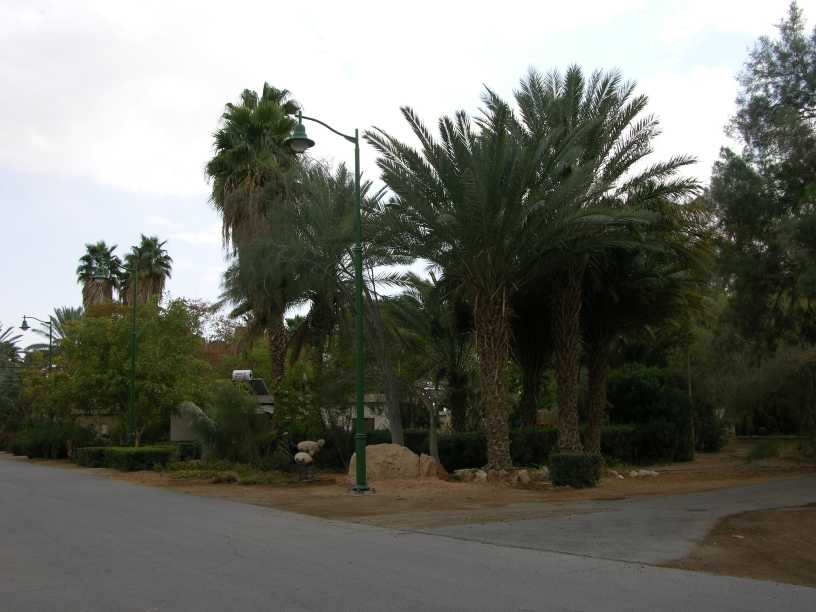
Vue de Ein Hatzeva.

Ein Hatzeva (hébreu : עֵין חֲצֵבָה, litt. source de Hatzeva) est un moshav (communauté agricole) situé dans la vallée centrale de l'Arava en Israël. Situé au sud de la mer Morte, il relève de la compétence du conseil régional de Tamar.
C'est dans cette localité que se trouve le plus ancien spécimen connu de Ziziphus spina-christi (jujubier épine du Christ), dont l'âge est estimé entre 1500 et 2000 ans,,. Le site archéologique de Ein Hazeva se trouve à proximité de la localité.

## Histoire
Ein Hatzeva a été fondé en 1960 en tant que ferme agricole non affiliée, non reconnue par le gouvernement. Les fondateurs ont tenté de cultiver des légumes dans la région aride de l'Arava et le village a été reconnu pour son succès
Son nom est dérivé de celui de la source voisine de Hatzeva, qui à son tour tire son nom du nom arabe, Ayn Husb. L'endroit était mentionné dans les textes grecs sous le nom d’Eisebon.